# SD GUNDAM外傳 圓桌騎士編
SD高達外傳 圓桌騎士編是SD高達外傳第二作。與前作「吉翁萬歲編」不同，本故事是根據英國歷史人物阿瑟王及其麾下十二人，後世稱為「圓桌騎士團」為藍本，講述落難王子皇騎士，在復國路上遇到的種種經歷、以及重新建立新圓桌騎士團的奮鬥史。

## 主要人物

### 布禮特斯王國（Britis Kingdom／ブリティス王國）

#### 新生圓桌騎士團
皇騎士高達／帝皇高達二世(皇騎士（クラウンナイト）ガンダム GUNDAM/PERFECT GUNDAM)
布禮特斯王國王子、圓桌騎士團首領、後來成為該國皇帝，號「帝皇高達二世」。
相傳「超機動大將軍編」中武者鷺主的聖劍，亦是由他所賜予。（詳見SD戰國傳 超機動大將軍篇）
勇劍士Plus／勇騎士Plus(勇剣士プラス)
Sentinel村（センチネル村）出身的劍士。與皇騎士不打不相識，以義勇軍的中心人物的身份加入，成為其同伴。慣以迅速、先發制人的攻勢作戰。拉娜爾決戰之中，以鎧騎士屬下身份建功。
白金卿（プラチナロード)
十五年前「圓桌騎士團」成員之一。代圓桌騎士團的殘存者，在布里提斯王國被滅亡之前，因不明原因離開了王城，雖然在最後趕上了最終決戰，但王國仍然離不開滅亡的命運...在滅亡之後，暗地裡展開了自己的旅程。接著聽到王子的反抗軍成立的消息，即火速的前往助陣。
經常向皇騎士提供意見，猶如參謀的存在。
僧侶太空坦克R/僧正太空坦克R
十五年前「圓桌騎士團」的生還者之一，初代圓桌騎士團的殘存者。在布禮斯特城陷落之際，用杖打暈打算入城反擊的白金卿，之後便帶著他離脫，在傑丹的要塞鄰近的索頓村隱居著。幾年後在的戰役之中會皇騎士會合。
原本並不擅長特別的攻擊魔法，經過王城陷落事件後，在苦思領會後，才終於學會。以身為布禮斯特最高層級的魔法高手，活躍於各式的魔力戰。另外有一名弟子是薩比羅尼亞帝國的法師ダギ・イルス。
後來在索頓村化身成老人，並贈予「銀之圓盤」予起義軍一行，同時在傑丹要塞攻略戰中助戰。
角色原型來自「圓桌騎士」的著名魔法師梅林。
麗騎士Red Warrior／麗紅騎士Red Warrior
出身貴族，有著初代圓桌騎士團成員的血統，為了地位與名譽，而奮勇前進的騎士。與勇劍士經常鬥氣。與皇騎士在比武大會中雙雙進入總決賽，兩人更不分勝負。在傑丹要塞戰役中，與風騎士、重戰士一同加入皇騎士的部隊。
在BB戰士世界，身份頗為特殊：與影舞亂夢的赤龍頑馱無是相識，而子孫「海賊騎士Red Warrior」更活躍於「G-ARMS」之中。（同時參考SD戰國傳 地上最強篇）
剛戰士Heavy Gundam／重騎士Heavy Gundam
在Sodon市（ソドンの町）進行修煉旅行的年輕騎士，在布里提斯向薩比羅尼亞宣戰的時期，身份是被布里提斯軍所雇用的僱兵。曾在城郊吊橋要求與打算進攻zedan要塞（ゼダン要塞）的皇騎士比武，遭打倒後決意加入，成為圓桌騎士團一員。相信力量就是全部的力量型戰士，但隨著跟皇騎士的並肩作戰對中，也體會了除了力量，還需要溫柔，這樣才是真正的強者。在傑丹要塞戰役中，與風騎士、麗騎士一同加入皇騎士的部隊，幫助身陷於困境的皇子。
灼騎士F-91／灼熱騎士F-91
スコット地方出身，身為布里提斯抗薩比羅尼亞組織的領袖，被稱為流浪的騎士。其經歷與過去不明，但在抗薩比羅尼亞裡得到了許多志士們的支持。有一位兄弟是在薩比羅帝國的銀騎士ビギナ・ギナ。在傑丹要賽戰役後，告知了皇騎士王城裡的主力部隊已經徹軍的情報，並加入皇騎士的部隊裡。走出迷路之森之後，成為對薩比羅尼亞王國最不可或欠的主力戰將。
「聖機兵物語」中，成為「幻影騎士F-91」，更駕駛「聖機兵ガンレックス」。
鎧騎士F-90／重甲騎士F-90鎧騎士（アーマーナイト）ガンダムＦ９０
前圓桌騎士團一員。布里斯特王國的近衛騎士團長，受國王高達一世的命令，單行本中，在王國滅亡之後把王子帶到邊境之村培養成人，並幫助王子對抗帝國的強大勢力，後來擔任皇騎士的副官。在布里提斯城解放作戰，以特殊部隊的身份在戰場上活躍。
除了本章的三名兒子，尚有一名長子不知所蹤。
劍士F-90／騎士F-90（F-90 S型）、鬥士F-90／重戰士F-90（F-90 D型）、法術士F-90／僧侶F-90*（F-90 A型）
鎧騎士F-90的三位兒子，三人輩分不明（但由於遊戲版通常會以「劍士、鬥士、法術士」稱呼三人，故慣常以此準則，默認劍士為兄、鬥士為次子、法術士為幼弟。）雖然三兄弟修習技藝各異，卻同樣希望協助父親。然而灼騎士看到三人武藝尚未成熟，最初拒捕他們加入。後來協助拯救皇騎士走出牢獄。在三兄弟修業成功後，一同加入圓桌騎士團，成為其一員。
三人尚有一位兄長「騎士F-90」，七年前出走。
風騎士F-90/嵐騎士MK-II
初代圓桌騎士團中的嵐騎士ガンマガンダム的第二個兒子，在王城陷落之際與父親和兄長一起逃脫成功，但之後與家人失散。七年後聽說皇騎士成立反抗軍，並在攻打傑丹要塞的戰役之中，帶領麗騎士以及重戰士火速的趕往助陣，為了避免與失散的兄長敵對的悲劇，繼承了父親嵐騎士的稱號，成為了新生圓桌武士的一員。
皇騎士成為國王高達二世時，繼承「嵐騎士」稱號，同時繼承父親在擔任圓桌武士之間所用的鎧甲以及武器。
闇騎士MK-II
第一代圓桌騎士嵐騎士的長子。在王城際落的之前，與父親和弟弟一起逃脫城後，隨即失散並被薩比羅尼亞王國捕獲，接著被強迫灌輸父親以及弟弟都是國王鋼彈所殺害的觀念，以薩比羅尼亞王國的身份長大成人。配屬在最強的暗殺部隊「黑之部隊」。在布里提斯城奪還戰中派手下的部隊長ザビ・ギロス迎擊皇騎士，但之後見到原本應該被國王鋼彈所殺害的弟弟之後，內心產生混亂。最後在聖山龍德里翁之中與國王鋼彈二世會合，並以新生圓桌騎士的最後一人(第13位)的身份與大德金作戰。騎著由大德金所送的名馬泰坦。
角色原型來自「圓桌騎士」角色蘭斯洛特。

#### 其他角色
戰士力奇．戴亞斯（戦士リックディアス）
SFC遊戲中，透過說服而加入的同伴之一。
盜賊丹尼／凱（盗賊カイ）
與皇騎士住在同一村莊的盜賊。
SFC遊戲中，最初盜取「龍之首飾」，最後被皇騎士救走，而加入的同伴之一。
賢者安東尼/提姆（賢者アントニオ）
代替帝王高達一世，養育皇騎士的賢者。
賢者的角色「提姆」，為「機動戰士高達」中阿寶．尼爾的父親，也是高達的設計者之一。
道士訓練型吉姆（道士ジムトレーナー）
SFC遊戲中，曾追捕盜賊丹尼，最後將他收監。是透過說服而加入的同伴之一。
兵士吉姆（兵士ジムライト）
布禮斯特王國的一般士兵。
SFC遊戲中，與勇劍士PLUS守城的其中一名，可以透過說服而加入成為一員。
騎士Djen（騎士ディジェ）
被囚禁在布禮斯特城的騎士。
SFC遊戲中，將他從監牢裡釋放，便可成為同伴。
鬥士雷姆雷射炮（闘士Gディテクター）
兵士吉姆（兵士ウィンタージム）
布禮斯特一般士兵，遊戲版本會成為同伴之一。
戰士隼人（小林隼人）（戦士ハヤト）
SFC遊戲中未有出場。
戰士阿龍（戦士リュウ）
SFC遊戲中未有出場。
騎士加普蘭（騎士ギャプラン）
SFC遊戲中，可選擇打敗或說降。
黑魔道士姬斯（黒魔道士クェス）
SFC遊戲中，只要答應她的要求，將聖者之杖贈送，便會加入成為同伴。
鬥士Heavy Gun（闘士ヘビーガン）
戰士阿保尼（戦士アポリー）
SFC遊戲中未有出場。
戰士羅拔（戦士ロベルト）
SFC遊戲中未有出場。
咒術師阿科（呪術師フォウ）
SFC遊戲中可選擇打敗她或者說服她成為同伴。
騎士露莎美（剣士ロザミア，鎧甲﹕重高達MK-II）
皇騎士以「時戾石」回到過去中拯救的女孩，以「時超石」返回現在後，成為同伴。
德道士ダギ・イルス（徳道士ダギ・イルス）
原本是僧正太士坦克R徒弟，後來加入札畢洛尼亞成為邪道士ダギ・イルス。直到被皇騎士打敗後，受到感召改邪歸正。
剛戰士G鐳射炮（剛戦士Gキャノン）
騎士古莉絲（騎士クリス）
戰士比紀特（戦士ビルギット）
SFC遊戲中未有出場。
銀騎士維娜．基娜（銀騎士ビギナ・ギナ）
灼騎士F-91的隨從。
SFC遊戲中，在聖山內出現，並且可以說服加入。

##### 初代圓桌騎士團
初代圓桌騎士團，是由帝皇高達一世率領的軍團，可惜在七年前「薩比羅尼亞帝國」入侵事件當中被打敗，部份成員包括帝皇高達、以及嵐騎士高達MK-I戰死，餘下的成員僧正太空坦克R、鎧騎士F-90等、以及部份成員的兒子，包括劍士、鬥士、法術士F-90三兄弟、以及闇騎士、嵐騎士兄弟等等，亦成為新生圓桌騎士團骨幹成員之一。
而在本編故事推出初期，事實上並無將帝皇高達及嵐騎士等人，設定為「初代圓桌騎士團」成員，僅僅交待他們曾經參與過七年前的戰役。直至2008年SD高達萬變咭（Carddass）復刻推出，正式在舊設定的角色以外，追加由橫井孝二新設計的其他成員、以及預留最後一員的角色，由讀者以投稿方式選出。
至於初代圓桌騎士團的成員，則包括：
舊有角色
帝皇高達一世(GUNDAM)
布禮特斯王國。七年前因為鄰國「札畢洛尼亞帝國」入侵，結果不敵蒙難。國王戰死，亦令國家陷入暴政之中。
嵐騎士高達(MK-II)
舊圓桌騎士團成員，闇騎士、嵐騎士兄弟之父。七年前亦殉難，曾協助以「時戾石」回到過去的皇騎士返回本來的時空。
僧正太空坦克R
可參考「新生圓桌騎士團」同一角色介紹。

鎧騎士F-90
可參考「新生圓桌騎士團」同一角色介紹。
白金卿
可參考「新生圓桌騎士團」同一角色介紹。

戰士米加高達（戰士メガガンダム）（MSZ-009實驗型ZZ高達）
「捷古自護編」中戰士ZZ高達的親戚，武器是連接鎖鏈的斧頭流星槌。米加高達戰死後，武器由嵐騎士接收，據說再由闇騎士繼承（這是由於闇騎士的武器與米加高達相似，才有這種見解。）
重戰士鐳射炮
圓桌騎士中年紀最小的戰士，與「捷古自護編」中出場的戰士阿龍屬同一門派，因此同樣以鋼爪為武器。
在「薩比羅尼亞王國」入侵中戰死，臨終前將額上羽飾託付予白金卿。（類似設定，亦曾出現在同月推出的BB戰士三國傳 英雄激突編模型漫畫當中，呂蒙將故人鄧當的額上羽飾鑲在面具上。）
銀騎士Z高達（實驗型Z高達—X2百式型）
孤高的騎士，武藝非凡，曾在布禮特斯陷落後，不斷激勵軍隊奮勇抗敵，因此獲授「銀騎士」稱號。而「圓桌騎士編」中，另一位獲得此稱號的，就是「銀騎士維娜．基那」。
08年8月公開的補完角色：
竜騎士ファルコガンダム 
舊圓桌騎士之一、也是日後「SD高達外傳 騎士高達物語」龍騎士零高達之父，後來被魔獸寄生，成為幻魔王。布禮斯特陷落時，與假面騎士一同到「グラナダ地方」調查各地怪異事件。08年Carddass推出，被重新劃歸為舊圓桌騎士團成員之一。

仮面騎士ジェイバー
舊圓桌騎士之一、也是日後「SD高達外傳 騎士高達物語」中出場的騎士團長，有專用的「假面機兵」。08年Carddass推出，被重新劃歸為舊圓桌騎士團成員之一。

騎士司令高達（騎士コナンガンダム）
與武者頑星刃（參考新SD戰國傳 傳說之大將軍編）相似，異世界出身的G-ARMS最高司令官。由非正規角色升格而成。曾在「SD高達外傳 騎士高達物語」中出場。
法術士流星高達／魔法劍士流星高達（魔法剣士メテオガンダム）（HI-Nu高達）
SD高達外傳 機甲神傳說登場，達巴王國出身的魔法劍士。08年Carddass推出，被重新劃歸為舊圓桌騎士團成員之一。
騎士アーサーガンダム 
是個人電腦「PowerMAC」遊戲「SD高達外傳」曾經出場的人物，遊戲中是守護「タビト城」的戰士，08年再設定中，與騎士司令同樣被升格。性格孤傲，為修行而來到タビト城。據說曾幫忙鍛煉鎧騎士F-90。
薔薇騎士ロゼッタガンダム
由公開徵募作品中選出的定案角色，圓桌騎士團中唯一女性角色，設定與麗騎士、吟遊騎士屬同一故鄉「レガシム王国」。

### 薩比羅尼亞王國（Zabironia帝國／ザビロニア帝國）
由帝王德金所建立。為了奪取不死力量，十五年前向布禮特斯王國發動侵略，帝皇高達一世戰死。整個國家落入薩比羅尼亞王國手中。
手下集結騎士及魔物組成的邪惡軍團。
帝王德金／葛雷金（帝王グレートデギン）
薩比羅尼亞王國國王，為了奪取不死力量，十五年前向布禮特斯王國發動侵略，令其滅亡。隨後分封子女管治各地，又派遣魔物及騎士兵團，到各地進行嚴格統治。最後與邪獸元素拉夫列西亞融合，成為邪獸王GIGA沙羅曼
邪獸元素拉夫列西亞(邪獣エレメンタルラフレシア)
德金控制的邪惡花怪，單行本中是由聖杯將惡道士瓦．索龍變成。
邪獣王GIGA沙羅曼(邪獣王ギガ・サラマンダー/ サイコ・サラマンダー)
德金與拉夫列西亞融合的最終型態。絕技「邪空幽牙彈」令帝皇高達等人陷入困境，最後被新生圓桌騎士團打敗，標誌著薩比羅尼亞滅亡、布禮特斯王國再次建國。
邪獸王的原型，是來自Arcade遊戲「機動戰士SD高達 塞克 沙羅曼的威脅」(機動戦士SDガンダム　サイコ サラマンダーの脅威)的原創終極角色「塞克 沙羅曼」（页面存档备份，存于）
邪騎士ザクエス
騎士龍飛（騎士バウンドドック）
騎士密沙那（騎士メッサーラ）
騎士力奇．大魔（リックドム）
 闘士ｼｭﾂﾙﾑﾃﾞｨｱｽ 
戦士マラサイ
魔術師ザクキャノン
 呪術師ダーティギャン
魔剣士ザクロード
ﾓﾝｽﾀｰ ｻﾞｸﾄﾊﾟｽ
領主加曼（領主ガルマ）
帝王德金幼子。
戰士渣古（戦士アクトザク）
戰士高渣古（戦士ハイザック）
騎士尊尼（騎士ジェリド）
領主德茲爾（領主ドズル）
帝王德金長子。
侍女娜奈·米基路（侍女ナナイ）
呪騎士リゲルグ 
戦士デナン・ゾン 
戦士ポーラドワッジ 
幻闘士ロンメルドワッジ 
戦士ペズンドワッジ 
斥候エビル・S 
斥候ﾎﾟﾘﾉｰｸｻﾏｰﾝ 
工兵渣古（工兵ザク）
騎士加普蘭（騎士ギャプラン）
戰士居勒．德卡（戦士ギラ・ドーガ）
戰士加羅波的β （戦士ガルバルディβ）
鬥士茲沙（闘士ズサ）
鬥士R．查查（闘士R・ジャジャ）
騎士雅典娜（騎士パラスアテネ）
騎士グフベク 
重戰士鐵．奧（重戦士ジ・オ）
騎士卡碧妮（騎士キュベレ）
魔術師バウンドドッグ 
邪道士達基。依爾斯（邪道士ダギ・イルス）
僧侶太空坦克R弟子。
衛士デナン・ゾン 
衛士デナン・ゲー
衛士エビル・S
衛騎士薩比．基羅斯（衛騎士ザビ・ギロス）
守備隊長キシリア 
副官トワニング 
戦士バスクオム 
獣騎士ベルガ・ダラス
魔術師勇士鐳射炮（魔術師ゲルググキャノン）
戦士クランプ 
邪騎士ゲルベグ 
 戦士コズン 
戦士アコース 
戦士ビルギット
戦士ガ・ゾウム 
鬥士老虎（戦士グフ）
鬥士渣古II（闘士ザク）
闘士ギラ・ドーガ
重闘士ゲーマルク
恐鬥士沙煞比（恐闘士サザビー）
騎士勇士J（騎士ゲルググJ）
騎士渣古IIIR（騎士ザクⅢR）
邪騎士京寶梵（邪騎士ケンプファー）
魔騎士ヤクト・ドーガ
妖騎士ヤクト・ドーガ
悪道士α・瓦索龍（惡道士α・アジール）
呪術師ギガン 
ﾓﾝｽﾀｰ ｶﾞｯｼｬﾄﾛｰﾙ 
ﾓﾝｽﾀｰ ﾀﾞｰｸｱｲｻﾞｯｸ 
ﾓﾝｽﾀｰ ﾊﾞｰｻﾞﾑﾄﾞｰﾙ 
ﾓﾝｽﾀｰ ﾀﾞﾌﾞﾃﾞｷｬﾀﾋﾟﾗ 
ﾓﾝｽﾀｰ ｸﾘｽﾀﾙﾊﾝﾏ
ﾓﾝｽﾀｰ ﾌｧｲﾔｰｸﾞﾜｼﾞﾝ 
ﾓﾝｽﾀｰ ｺﾞｰｺﾞﾝｺﾞｯｸﾞ 
ﾓﾝｽﾀｰ ｸﾗｳﾝﾐﾗｰｼﾞｭ 
ﾓﾝｽﾀｰ ﾃﾞｭﾗﾊﾝｼﾞｵﾝｸﾞ 
ﾓﾝｽﾀｰ ﾒｶﾞｻﾞｸﾄﾊﾟｽ 
ﾓﾝｽﾀｰ ﾒｶﾞﾍﾞﾙｶﾞ·ﾀﾞﾗｽ
ﾓﾝｽﾀｰ ﾒｶﾞｻﾞﾋﾞ·ｷﾞﾛｽ 
ﾓﾝｽﾀｰ ｷﾗｰﾋﾞｯﾄ
ﾓﾝｽﾀｰ ｷﾞｶﾞﾝﾛｰﾊﾟｰ
ﾓﾝｽﾀｰ ﾊﾝﾀｰｿﾞｺﾞｯｸ
ﾓﾝｽﾀｰ ﾍﾋﾞｨｸﾞﾌ
ﾓﾝｽﾀｰ ﾏﾘﾝﾊｲｻﾞｯｸ
ﾓﾝｽﾀｰ ﾁｷﾝｿﾞｯｸ
ﾓﾝｽﾀｰ ｹﾞｾﾞﾏﾀﾝｺﾞ
ﾓﾝｽﾀｰ ﾊﾞｯﾄﾄﾞｯﾌﾟ
ﾓﾝｽﾀｰ ｻﾃﾗｲﾄｷﾞｬｻﾞｰ
ﾓﾝｽﾀｰ ｺﾞｰｽﾄﾊﾝﾌﾞﾗﾋﾞ
ﾓﾝｽﾀｰ ﾏﾝﾓｽｼﾞｭｱｯｸﾞ
ﾓﾝｽﾀｰ ｵｰｶﾞﾊﾝﾏ
ﾓﾝｽﾀｰ ﾘｻﾞｰﾄﾞﾌｨﾝ
ﾓﾝｽﾀｰ ﾋﾞｸﾞﾛﾌｫﾝ 
ﾓﾝｽﾀｰ ﾊﾞｳｺﾞｲﾙ 
 ﾓﾝｽﾀｰ ｱｾﾞﾗｱﾝﾄ 
ﾓﾝｽﾀｰ ｶﾞｻﾞｵｰｸ 
ﾓﾝｽﾀｰ ｿﾄﾞﾝﾋﾟｰﾄ 
ﾓﾝｽﾀｰ ｶﾞﾌﾞｽﾋﾞｰﾄﾙ 
ﾓﾝｽﾀｰ ｷﾞｬﾌﾟﾗﾝﾃｨｽ 
ﾓﾝｽﾀｰ ﾁﾍﾞﾊｰﾋﾟｰ 
ﾓﾝｽﾀｰ ｻｰﾍﾟﾝﾄｸﾞﾌ 
ﾓﾝｽﾀｰ ｽｷｳﾚﾄﾞﾗｺﾞﾝ 

### 其他角色
村長史密夫（村長スミス）
村人ジムクルーズ
米哈爾（ミハル）
商人佩爾加米諾（商人ペルガミノ）
村民正樹（町娘マサキ）
町人ジムワトソン
番人ジムニコルソン
市長卡賓（市長カーバイン）
貝積加姑娘（娘ベルトーチカ）

## 用語
圓桌騎士
布禮特斯王國中，以皇帝高達為首，集合最優秀的十三人騎士組成。皇帝高達一世駕崩後，其子皇帝高達二世繼位，並組成「新生圓桌騎士團」，集合舊騎士團倖存者以及其他新同伴所組成。
後作「黃金神話」中，皇帝高達二世，再次組織新成員，成立另一隊圓桌騎士團。
水龍
Britis皇家守護神，寄宿在「水龍之飾」之中。
銀之圓盤
僧正太士坦克R持有的裝備，能夠使用空間轉移。
外形與鐳射唱片一樣。
聖杯
戰爭源頭，亦是傳說中擁有強大力量、偉大的神器。據說只要以它盛載神像的血液，喝下後便能長生不死。因而引起帝王グレートデギン發動戰爭。

### 地名
貝爾法斯特村(ベルファストの村)
皇騎士成長的村落，七年前鎧騎士帶著仍是嬰孩的皇騎士，到此地交託予賢者安東尼撫養。
巴德拉斯的墓(ヴァトラスの墓)
位於貝爾法斯特村南方的山頂，為傳說中猛將巴德拉斯長眠之地，墓石上插著代表皇室正統的聖劍「巴德拉斯之劍」(ヴァトラスの剣)。
聖山龍德里翁(聖山ロンデニオン)
位處布禮斯特大陸東北方，埋藏著傳說中「聖杯」的地方。
傑丹要塞(ゼダンの要塞)
位處布禮斯特大陸東南方，位處通往布禮斯特城必經之路，也是全國最大關卡。
索頓村(ソドンの町)
位處傑丹要塞附近，僧侶太空坦克隱居的地方。
名稱是來自機動戰士高達中阿寶與「青之巨星」賴巴在酒吧首次相遇的沙漠城鎮。
布禮斯特城(ブリティス城)
位處大陸西邊，原本是布禮斯特王國首都，七年前王城陷落後，成為一座空城，直到皇騎士成功光復後，再次成為新生布禮斯特王國本陣。
蘇魯蘇鎮(シュールズの町)
位處大陸西南方，也是反抗薩比羅尼亞王國的地下分部所在。皇騎士到達時，賢者安東尼將全裝甲(フルアーマー)贈予皇騎士，助其將力量提升。之後在挑持人質事件中，支援趕至的灼騎士F-91，從而令後者加入成為圓桌騎士一員。
安古路斯村(アングルーシーの村)
蘇魯蘇鎮地下通道直達的村落。皇騎士一行人被化身成女村民的邪道士達基．伊利斯收留借暫一晚，夢見父王國王高達一世。

## 其他資料
- 「圓桌騎士團」未有如前作「SD高達外傳」及後作「聖機兵物語」一樣動畫化，據說是由於製作單位，認為主角「皇帝高達II世」細節太多，難以繪畫，加上合共十三名主角，以當時（90年代）仍以膠片動畫為主流來說，全以人手繪製的話，並不容易。所以除了電視廣告外，並無將故事改編成動畫版。

- SD GUNDAM FORCE中，主角之一翼之騎士．零專用武器「Vadora之劍」（ヴァドラスソード）及盾牌「Buritisu之盾」（ブリティスシールド），與皇騎士的武器為同一名稱。